# كارول روسو
كارول روسو (بالفرنسية: Carole Rousseau)‏ هي مقدمة تلفزيونية فرنسية، ولدت في 25 ديسمبر 1967 في لا غارن كولمب في فرنسا.